# Yampa
Pour la municipalité, voir Yampa (Colorado).
La Yampa est une rivière d'une longueur de 402 km, qui s'écoule à travers le Colorado, aux États-Unis. Elle est le plus grand affluent de la Green et fait donc partie du bassin du fleuve Colorado
C'est l'un des rares fleuves à écoulement libre dans l'ouest des États-Unis, avec seulement quelques petits barrages et dérivations.